# 1925 en Finlande
Chronologie de la Finlande
- 1921
- 1922
- 1923
- 1924
- 1925
- 1926
- 1927
- 1928
- 1929

Cette page concerne les évènements survenus en 1925 en Finlande  :

## Évènement
- 15-16 janvier : Élection présidentielle (en)
- 31 mars : Fin du gouvernement Ingman II
- 31 mars-31 décembre : Gouvernement Tulenheimo
- 31 décembre : Gouvernement Kallio II

## Création
- Grankulla IFK, club omnisports.
- Ligue de la jeunesse communiste de Finlande (en)
- Moottori (en), magazine.
- Porin Palloilijat (en), club de football.
- Université de Tampere

## Naissance
- Veijo Martikainen (sv), architecte.
- Leo Nagornoff (en), navigateur.
- Esko Pesonen (fi), acteur.
- Aarno Ruusuvuori, architecte.
- Ilmari Ruikka (en), lutteur.

## Décès
- Hjalmar Hjelt (sv), botaniste.
- Estella Ketola (fi), personnalité politique.
- Usko Nyström, architecte.
- Georg Schreck, architecte.
- Hjalmar Schildt (sv), personnalité politique.
- Otto Vallenius (fi), peintre.